# Zelená pošta
Zelená pošta je společné studiové album Pavola Hammela a Mariána Vargy. Jeho nahrávání probíhalo během května 1972 v bratislavském studiu Československého rozhlasu. Album produkoval Fedor Frešo. Album vyšlo v roce 1972 u vydavatelství Opus.

## Seznam skladeb
| Strana 1 (LP) | Strana 1 (LP)           | Strana 1 (LP)   | Strana 1 (LP) |
| Pořadí        | Název                   | Autor           | Délka         |
| ------------- | ----------------------- | --------------- | ------------- |
| 1.            | Domáca úloha            | Varga           |               |
| 2.            | Z Ďatelín               | Varga, Peteraj  |               |
| 3.            | Tenis                   | Varga, Peteraj  |               |
| 4.            | Smutná ranná električka | Varga, Válek    |               |
| 5.            | Krajina bielych dievčat | Hammel, Peteraj |               |

| Strana 2 (LP) | Strana 2 (LP) | Strana 2 (LP)          | Strana 2 (LP) |
| Pořadí        | Název         | Autor                  | Délka         |
| ------------- | ------------- | ---------------------- | ------------- |
| 1.            | Páví ples     | Varga, Hammel, Filan   |               |
| 2.            | Cesty bláznov | Varga, Filan           |               |
| 3.            | Nechtiac      | Varga, Peteraj         |               |
| 4.            | Slnečnice     | Varga, Peteraj         |               |
| 5.            | Zelená pošta  | Varga, Hammel, Peteraj |               |

## Obsazení
- Marián Varga – varhany, klavír, Subharchord
- Pavol Hammel – kytara, zpěv
- Fedor Frešo – baskytara, zpěv
- Dušan Hájek – bicí
- Rastislav Vacho – kytara
- Radim Hladík – kytarová sóla (A4, B4)
- Bratislavské dychové kvinteto
- Symfonický orchester Československého rozhlasu